# Washington Redskins 1973
La stagione 1973 dei Washington Redskins è stata la 42ª della franchigia nella National Football League e la 37ª a Washington. Sotto la direzione del capo-allenatore George Allen la squadra ebbe un record di 10-4, classificandosi seconda nella NFC East e centrando l'accesso ai playoff per il terzo anno consecutivo. Nel primo turno i Redskins furono eliminati dai Minnesota Vikings.

## Roster
| Roster dei Washington Redskins nel 1972 |
| --- |
| Quarterback - 9 Sonny Jurgensen - 17 Billy Kilmer - 18 Sam Wyche Running Back - 43 Larry Brown - 26 Bob Brunet - 31 Charlie Harraway FB - 25 Mike Hull - 28 Herb Mul-Key - 47 Duane Thomas Wide Receiver - 46 Frank Grant - 80 Roy Jefferson - 24 Bill Malinchak - 42 Charley Taylor Tight End - 84 Mike Hancock - 87 Jerry Smith Offensive Linemen - 56 Len Hauss C - 75 Terry Hermeling T - 73 Paul Laaveg G - 76 Walt Rock T - 62 Ray Schoenke G - 74 George Starke T - 60 John Wilbur G Defensive Linemen - 86 Verlon Biggs DE - 77 Bill Brundige DT - 79 Ron McDole DE - 64 Manny Sistrunk DT - 72 Diron Talbert DT Linebacker - 55 Chris Hanburger - 53 Harold McLinton - 52 John Pergine - 66 Myron Pottios - 89 Dave Robinson - 67 Rusty Tillman Defensive Back - 41 Mike Bass CB - 45 Speedy Duncan CB - 37 Pat Fischer CB - 27 Ken Houston SS - 23 Brig Owens SS - 29 Ted Vactor Special Team - 4 Mike Bragg P - 5 Curt Knight K                                               |
| Legenda - I rookie sono in corsivo. - Il primo ruolo è il principale mentre gli eventuali successivi indicano i ruoli secondari. - (IR) sta per Injured Reserve ed indica la lista ristretta per un solo giocatore infortunato che può tornare ad allenarsi dopo la settimana 6 e a rientrare in prima squadra dopo che questa ha giocato 8 partite. - (NF-Inj.) / (NF-Ill.) stanno rispettivamente per Non-Football Injured e Non-Football Illness ed indicano le liste dove viene inserito un giocatore che ha un infortunio o una malattia non dipendente dal football americano. - (PUP) sta per Physically Unable to Perform ed indica la lista dove viene inserito un giocatore mentre è in attesa di recuperare la condizione fisica. Nella stagione regolare dopo la sesta partita giocata dalla propria squadra, il giocatore ha tempo tre settimane per riprendere ad allenarsi, più tre settimane aggiuntive dal suo rientro agli allenamenti per rientrare in prima squadra. |

## Calendario
| Stagione regolare |              |                        |           |        |                        |          |         |
| Turno             | Data         | Avversario             | Risultato | Record | Stadio                 | Pubblico | Sintesi |
| 1                 | 16 settembre | San Diego Chargers     | V 38–0    | 1–0    | RFK Stadium            | 53,589   | Recap   |
| 2                 | 23 settembre | at St. Louis Cardinals | S 27–34   | 1–1    | Busch Memorial Stadium | 50,316   | Recap   |
| 3                 | 30 settembre | at Philadelphia Eagles | V 28–7    | 2–1    | Veterans Stadium       | 64,147   | Recap   |
| 4                 | 8 ottobre    | Dallas Cowboys         | V 14–7    | 3–1    | RFK Stadium            | 54,314   | Recap   |
| 5                 | 14 ottobre   | at New York Giants     | V 21–3    | 4–1    | Yale Bowl              | 70,168   | Recap   |
| 6                 | 21 ottobre   | St. Louis Cardinals    | V 31–13   | 5–1    | RFK Stadium            | 54,381   | Recap   |
| 7                 | 28 ottobre   | at New Orleans Saints  | S 3–19    | 5–2    | Tulane Stadium         | 66,315   | Recap   |
| 8                 | 5 novembre   | at Pittsburgh Steelers | S 16–21   | 5–3    | Three Rivers Stadium   | 49,220   | Recap   |
| 9                 | 11 novembre  | San Francisco 49ers    | V 33–9    | 6–3    | RFK Stadium            | 54,381   | Recap   |
| 10                | 18 novembre  | Baltimore Colts        | V 22–14   | 7–3    | RFK Stadium            | 52,675   | Recap   |
| 11                | 22 novembre  | at Detroit Lions       | V 20–0    | 8–3    | Tiger Stadium          | 46,807   | Recap   |
| 12                | 2 dicembre   | New York Giants        | V 27–24   | 9–3    | RFK Stadium            | 53,590   | Recap   |
| 13                | 9 dicembre   | at Dallas Cowboys      | S 7–27    | 9–4    | Texas Stadium          | 62,195   | Recap   |
| 14                | 16 dicembre  | Philadelphia Eagles    | V 38–20   | 10–4   | RFK Stadium            | 49,484   | Recap   |

Nota: gli avversari della propria division sono in grassetto.

### Playoff
| Playoff    |             |                      |           |                      |          |         |
| Turno      | Data        | Avversario           | Risultato | Stadio               | Pubblico | Sintesi |
| Divisional | 24 dicembre | at Minnesota Vikings | S 20–27   | Metropolitan Stadium | 45,475   | Recap   |

## Classifiche
| NFC East            |    |    |   |      |       |       |     |     |     |
|                     | V  | S  | P | %    | DIV   | CONF  | PF  | PS  | STR |
| Dallas Cowboys      | 10 | 4  | 0 | .714 | 6–2   | 8–3   | 382 | 203 | V3  |
| Washington Redskins | 10 | 4  | 0 | .714 | 6–2   | 8–3   | 325 | 198 | V1  |
| Philadelphia Eagles | 5  | 8  | 1 | .393 | 3–4–1 | 3–7–1 | 310 | 393 | S1  |
| St. Louis Cardinals | 4  | 9  | 1 | .321 | 3–5   | 4–7   | 286 | 365 | S1  |
| New York Giants     | 2  | 11 | 1 | .179 | 1–6–1 | 1–9–1 | 226 | 362 | S4  |